# Sakuraeolis enosimensis
Sakuraeolis enosimensis är en snäckart som först beskrevs av Baba 1930.  Sakuraeolis enosimensis ingår i släktet Sakuraeolis och familjen Facelinidae. Inga underarter finns listade i Catalogue of Life.